# Cormoran antarctique
Leucocarbo bransfieldensis
Espèce
Le Cormoran antarctique (Leucocarbo bransfieldensis) est une espèce d'oiseaux de la famille des Phalacrocoracidae. Elle était et est encore souvent considérée comme une sous-espèce du Cormoran impérial (L. atriceps).

## Répartition
Cet oiseau vit sur la péninsule Antarctique et les îles Shetland du Sud.